# Canaceoides nudata
Canaceoides nudata is een vliegensoort uit de familie van de Canacidae. De wetenschappelijke naam van de soort is voor het eerst geldig gepubliceerd in 1926 door Cresson.